# Rieftinskij
Rieftinskij – osiedle typu miejskiego w Rosji, w obwodzie swierdłowskim. W 2009 liczyło 17 816 mieszkańców.